# 리처드 홀브룩
리처드 찰스 알버트 홀브룩(Richard Charles Albert Holbrooke, 1941년 4월 24일 ~ 2010년 12월 13일)은 미국의 외교관이자 작가이다. 미국에서 유일하게 미국 국무부 내 세계 2개 지역의 차관보(1977년~1981년 동아시아태평양 차관보, 1994년~1996년 유럽유라시아 차관보)를 맡은 사람이다.
1993년부터 1994년까지 주독 미국 대사를 지냈다. 언론인과 외교가 사이에서 오랫동안 잘 알려진 홀브룩은 1995년 칼 빌트 전 스웨덴 총리와 함께 보스니아 헤르체고비나 각 분쟁 세력들과 데이턴 협정을 맺어 보스니아 전쟁을 끝내며 대중에게 널리 알려지게 되었다. 홀브룩은 전 국무장관 워런 크리스토퍼를 이을 국무장관의 유력한 후보자였으나 1996년 빌 클린턴 대통령이 매들린 올브라이트를 낙점하면서 밀려났고 1999년부터 2001년까지 유엔 주재 미국 대사를 맡았다.
2004년에는 당시 미국 대통령 선거 민주당 후보인 상원의원 존 케리의 선거운동고문을 맡았다. 2008년 미국 대통령 민주당 경선에서는 힐러리 클린턴 진영에 참가했고 외교정책 최고 고문이 되었다. 홀브룩은 존 케리 및 힐러리 클린턴이 당선시 국무장관의 유력한 후보로 검토되었다. 2009년 1월, 홀브룩은 버락 오바마 미국 대통령 및 힐러리 클린턴 국무장관 밑에서 근무하며 파키스탄 및 아프가니스탄 특별고문으로 임명되었다. 고문에 있는 동안 홀브룩은 난민들의 처우, 특히 인도차이나 반도의 몽족 인권 문제를 중점적으로 보았다. 2010년 12월 13일 홀브룩은 대동맥 박리 합병증으로 사망하였다.